# 瑞士制
瑞士制又称积分循环制（易与循环赛混淆），常用于国际象棋比赛。最早出现在1895年在瑞士苏黎世举办的比赛中而得名。

## 配位过程
瑞士制在选择配位时最基本的一个原则是，挑选成绩相同或最相近的选手进行比赛。
第一轮比赛可通过抽签决定或者根据赛前排名决定。比赛的胜者获得1分积分，负者不得分，如果打平双方各得0.5分（或勝兩分、和一分）。不管胜负如何，所有选手都进入下一轮。以后每一轮的配位，胜者对胜者，负者对负者，即根据此前的积分决定，积分相同或最相近的选手将相互对阵。当然前提是二者在前面的轮次中尚未交手过。在西洋棋比赛中，还要尽量使棋手执黑棋与执白棋的次数相等，普遍采用的办法是轮换使用黑白棋。
积分相同的选手配位基本规则是采用赛前排名编号，然后分成上下半区依次配对（如1号对5号，2号对6号...）。在必要的时候还要进一步调整以使棋手轮换先后手比赛，并保证此前相遇过的棋手不再相遇。
具体的配位规则相当复杂，一般比赛的组织者都是通过特定的计算机程序帮助完成。只要严格执行，就不会出现组织者主观制定配位的情况。:125
比赛总轮次是赛前预先确定好的，一般为为3到9轮，最后的名次由选手的总积分决定。如果出现积分相等的情况，可以通过计算小分（如所有对手的积分总和）或布赫兹破同分法（Buchholz chess rating）决定。:121

## 优缺点分析
要无争议地确定一次大赛的冠军（或最后一名），理论上需要与淘汰赛所需的相同轮次，即参赛选手数目取2的对数。如8名选手需要3轮比赛确定冠军，16名选手需要4轮比赛确定冠军:118。但有时候比赛轮次比理论上少，就会出现所有轮次结束后，有多于一名选手全胜的情况。
瑞士制相对于淘汰制固有的优势就是无须淘汰任何参赛者:122。选手在参赛前就可以确定不管发挥如何，自己都确保可以参加所有轮次的比赛而不用担心被提前淘汰。最差的情况无非是当有奇数名选手参加时，会有一轮没有比赛（即轮空），但仍可以确保拿到1分。一名选手最多只会有一轮轮空。瑞士制并非像淘汰赛一样，会把悬念保留到最后一场比赛，有的时候某名选手的领先优势过大，提前一轮甚至几轮就可以确保冠军。一个常见的弥补办法就是先进行瑞士制，然后在前几名选手中再进行淘汰赛决出冠军。
瑞士制相对于循环赛的优势在于，当参赛选手很多时，无需进行过多轮比赛。:122
瑞士制的一个缺点就是除了最后的冠军与最后一名，取决于不同的小分记法或破同分法，中间选手的排名可能比较粗略并可能出现随机或抽签的情况:123。此外，对于一些并不需要争夺冠军的选手可能会在前几轮故意输棋以挑选对手。

## 变种

### 加速配位
加速配位常用於參賽者過多而輪次相對較少的比賽，是為了盡快減少全勝選手的數目（即在相對較少的輪次中決出優勝者），而使領先選手盡快相遇（即加速配位）的一種方法。
在前兩輪比賽中，選擇配位時上半區的選手自動加上1分配位分（此分數只為幫助加速配位，並不計入成績）。實際的效果就是，在第一輪中，如果將選手按排名分成1、2、3、4個等級，那麼第1等將對陣第2等，第3等對陣第4等。理想情況下，假設大家發揮正常，那麼第1等和第3等的選手將勝出。在第二輪中，為上半區（此時為1等與3等）選手再加上一分配位分後進行配位，實際效果就相當於1等與1等比，2等與3等比，4等與4等比...兩輪過後，會有大約1/8的選手全勝，大大低於傳統瑞士制下全勝選手概率（1/4）。第二輪之後的輪次，則回到傳統的瑞士制，不再為上半區選手加配位分。
下面是一個有8名選手參賽的例子：
標準瑞士制
```
第一輪:
1號 對 5號, 1號 勝
2號 對 6號, 2號 勝
3號 對 7號, 3號 勝
4號 對 8號, 4號 勝
```

```
第二輪:
1號 對 3號, 1號 勝
2號 對 4號, 2號 勝
5號 對 7號, 5號 勝
6號 對 8號, 6號 勝
```

兩輪後總排名為：

1號 2-0

2號 2-0

3號 1-1

4號 1-1

5號 1-1

6號 1-1

7號 0-2

8號 0-2
加速瑞士制
```
第一輪:
1號 對 3號, 1號 勝
2號 對 4號, 2號 勝
5號 對 7號, 5號 勝
6號 對 8號, 6號 勝
```

```
第二輪:
1號 對 2號, 1號 勝
3號 對 5號, 3號 勝
4號 對 6號, 4號 勝
7號 對 8號, 7號 勝
```

兩輪後總排名為：

1號 2-0 

2號 1-1 
 
3號 1-1 
 
4號 1-1 
 
5號 1-1 
 
6號 1-1 
 
7號 1-1 
 
8號 0-2

### 麦克马洪制
麦克马洪制（McMahon system）是一些欧洲围棋俱乐部赛使用的特殊瑞士制。与普通瑞士制不同的是，选手按賽前的段位（技能水平）高低得到不同的初始积分，只有当所有选手都在同一段位的特殊情况时，才是标准的瑞士制。最后的总积分成为麦克马洪分，这一名称由贝尔实验室的Lee McMahon最早用于他所在的围棋俱乐部，故名。

### 康拉德制
康拉德制也是瑞士制的一个变种，主要用于某些轮次间隔较大跨时很长的比赛。为了方便参赛选手，不要求每轮都参加，最后排名只取每名选手最好的几轮次来计算总分（如最好的5轮或7轮），选手可以在任意轮次加入或退出。这样的赛制比较灵活，既可以吸引一些为冠军而来的选手，也可以吸引一些没有太多时间，只想临时参与的选手。挪威的一些国际象棋俱乐部即采用这种赛制。

### 万智牌赛制
万智牌比赛采用一种特别的瑞士制计分法，胜者获得3分，平局得1分，其它规则与普通瑞士制相同。有的万智牌比赛也采用前8名再进行附加淘汰赛的办法来决出冠军。这个赛制的缺点是在倒数第二轮，如果4名全胜的选手相遇，他们可以选择於賽前協議和局，因为这样也可以保证他们进入前8名的附加淘汰赛。

### 拼字比赛赛制
在拼字比赛(scrabble)中常使用的一种瑞士制变种，即选手们先按4个一组进行循环赛，然后在循环赛积分的基础上进行瑞士制，也叫做波特兰瑞士制(Portland Swiss)。实际比赛时，因为配位过程往往时间很长，为了加速比赛进程，组织者常常只取循环赛中的倒数第二轮积分，而不是最后一轮积分来进行瑞士制配位。
北美及加拿大拼字比赛中还采用另外一种瑞士制变种，先计算每名选手是否仍有可能获得冠军，在所有这些可能的冠军者多者中，选择第一名与最后一名对阵并以此类推；而在已经退出冠军争夺行列的选手中，按照传统的瑞士制配位。